# جون بارتون (محامي)
جون بارتون (بالإنجليزية: John Saxon Barton)‏ هو محامي نيوزيلندي، ولد في 13 أبريل 1875، وتوفي في 2 سبتمبر 1961.